# Arterias dorsales del metacarpo
Las arterias dorsales del metacarpo, arterias interóseas dorsales de las manos o metacarpianas dorsales son arterias que se originan en las arterias interóseas del primero y segundo espacios. Nacen de la arteria radial, y las restantes son ramas descendentes de la arteria dorsal del carpo.

## Ramas
Casi siempre se bifurcan dando origen a las arterias colaterales dorsales de los dedos.

## Distribución
En ocasiones terminan en ramos muy finos en la cara dorsal de los dedos.